# Frattaminore
Frattaminore là một đô thị ở tỉnh Napoli ở vùng Campania, cách khoảng 13 km về phía bắc của Napoli. Tại thời điểm ngày 31 tháng 12 năm 2004, đô thị này có dân số 15.987 người và diện tích là 2,0 km².
Frattaminore giáp các đô thị: Crispano, Frattamaggiore, Orta di Atella, Sant'Arpino.